# Ljudski vrt
Stadion Ljudski vrt (slovenska, ungefär "folkträdgården") är en fotbollsstadion i Maribor, Slovenien. Hemmalag är NK Maribor.